# Bruder Ferenc
Bruder Ferenc (Szatmár, 1895. február 16. – Kolozsvár, 1965. február 21.) újságíró, szerkesztő.

## Életútja
A kolozsvári vas- és fémmunkás szakszervezet (1920–29) és a romániai SZDP titkáraként (1930–48) támogatta a munkásirodalmi törekvéseket, a munkás közművelődést. A Munkás Újság főmunkatársa (1929–34), felelős szerkesztője a dohánygyári munkások Solidaritatea című kétnyelvű, románul és magyarul megjelenő lapjának (1928–29), a Romániai Népszava, Előre és Erdély című szociáldemokrata lapok publicistája.
1941-ben Salamon Lászlóval együtt dokumentumgyűjteményt állított össze az erdélyi munkásság nemzetközi összetartásáról és közös harcáról. 1944-ben tevékeny szerepet vállalt az antifasiszta ellenállásban. 1947-ben szerkesztésében jelent meg Kolozsvárt az Erdélyi Munkás Naptár.